# جورج كليج
جورج كليج (بالإنجليزية: George Clegg)‏ (16 نوفمبر 1980 بمانشستر في المملكة المتحدة - ) هو لاعب كرة قدم بريطاني في مركز الهجوم. لعب مع رويال أنتويرب ومانشستر يونايتد ونادي بوري وويكمب وندررز ونورثويتش فيكتوريا ونادي ووستر سيتي وهنكلي يونايتد ‏.

## وصلات خارجية
- جورج كليج على موقع قاعدة بيانات كرة القدم.إي يو (الإنجليزية)
- جورج كليج على موقع Soccerbase.com (لاعب) (الإنجليزية)